# Smaltjärnen (Solleröns socken, Dalarna)
Smaltjärnen är en sjö i Mora kommun i Dalarna och ingår i Dalälvens huvudavrinningsområde.